# Салтынское сельское поселение
Салты́нское се́льское поселе́ние — муниципальное образование в составе Урюпинского района Волгоградской области.
Административный центр — хутор Салтынский.

## История
Салтынское сельское поселение образовано 30 марта 2005 года в соответствии с Законом Волгоградской области № 1037-ОД.

## Население
| 2010  | 2012  | 2013  | 2014  | 2015  | 2016  | 2017  |
| ----- | ----- | ----- | ----- | ----- | ----- | ----- |
| 2069  | ↘2014 | ↘1948 | ↘1932 | ↘1895 | ↗1896 | ↘1842 |
| 2018  | 2019  | 2020  | 2021  |       |       |       |
| ↘1779 | ↘1728 | ↘1714 | ↘1675 |       |       |       |

## Состав сельского поселения
| № | Населённый пункт | Тип населённого пункта        | Население |
| - | ---------------- | ----------------------------- | --------- |
| 1 | Бугровский       | хутор                         | 278       |
| 2 | Глинковский      | хутор                         | 30        |
| 3 | Моховской        | хутор                         | 225       |
| 4 | Первомайский     | хутор                         | 711       |
| 5 | Салтынский       | хутор, административный центр | 638       |
| 6 | Фирсовский       | хутор                         | 187       |

### Упразднённые населённые пункты
Сомовский — упразднённый хутор в 2006 году.